# Жива-Вода (Підляське воєводство)
Жива-Вода (пол. Żywa Woda) — село в Польщі, у гміні Єленево Сувальського повіту Підляського воєводства.
Населення — 112 осіб (2011).
У 1975-1998 роках село належало до Сувальського воєводства.

## Демографія
Демографічна структура станом на 31 березня 2011 року:
|          | Загалом | Допрацездатний вік | Працездатний вік | Постпрацездатний вік |
| -------- | ------- | ------------------ | ---------------- | -------------------- |
| Чоловіки | 60      | 10                 | 43               | 7                    |
| Жінки    | 52      | 9                  | 31               | 12                   |
| Разом    | 112     | 19                 | 74               | 19                   |